# Nelia
Nelia es un género con dos especies de plantas suculentas perteneciente a la familia Aizoaceae.

## Especies
- Nelia meyeri
- Nelia pillansii

## Sinonimia
- Sterropetalum